# Telebasis sanguinalis
Telebasis sanguinalis – gatunek ważki z rodziny łątkowatych (Coenagrionidae). Występuje na terenie Ameryki Południowej.